# Euplio
Euplio  è un nome proprio di persona italiano maschile.

## Varianti
- Maschili: Eupilio[2], Euplo
- Femminili: Euplia[2], Eupilia[2]

### Varianti in altre lingue
- Catalano: Eupli[3]
- Greco antico: Ευπλειος (Eupleios)[3]
- Latino: Euplius[1]
- Polacco: Eupliusz, Euplusz
- Russo: Евпл (Evpl)
- Serbo: Евпло (Evplo)
- Spagnolo: Euplio[3], Eupilo[3]
- Ucraino: Євпл (Jevpl)

## Origine e diffusione
Nome di scarsa diffusione, continua il nome greco Ευπλειος (Eupleios), latinizzato in Euplius. Deriva dal greco eupleios, composto dalle radici ευ (eu, "bene") e πλέως (pléōs, "pieno"), quindi può essere interpretato come "completo", "abbondante", "ricolmo di doti" - significato analogo a quello del nome Abbondio.
La forma "Euplo" è tipica del dialetto catanese.

## Onomastico
L'onomastico ricorre il 12 agosto in memoria di sant'Euplio, diacono e martire a Catania sotto Diocleziano.

## Persone
- Euplio Reina, medico e chirurgo italiano